# Kleinbahn Witkowitz–Zabřeh
Die Kleinbahn Witkowitz–Zabřeh (tschech.: Drobná dráha Vitkovice–Zábřeh) war eine als Kleinbahn konzessionierte Lokalbahn in Österreich und dessen Nachfolgestaat Tschechoslowakei. Eigentümer und Konzessionär war die Witkowitzer Bergbau- und Eisenhüttengewerkschaft; Betreiber die unternehmenseigene Witkowitzer Werkbahn (tschech.: Vítkovická závodní dráha; VZD). Die Hauptstrecke führte von den Eisenwerken in Vítkovice (Witkowitz) zur Sandgrube in Zábřeh (Heinrichsdorf). Eine später ergänzte Zweigbahn hatte ihren Endpunkt in Hrabová.
Am 1. Juli 1953 wurden die beiden im Personenverkehr bedienten öffentlichen Strecken an den Verkehrsbetrieb Ostrava (Dopravní podnik Ostrava; DPO) übertragen.
Im Volksmund sind die beiden Strecken der VZD nach den früher eingesetzten Dampftriebwagen als „Komarek“ bekannt.

## Geschichte
Am 10. Oktober 1912 erhielt die „Witkowitzer Bergbau- und Eisenhüttengewerkschaft die Konzession zum Baue und Betriebe einer mit Dampfkraft zu betreibenden normalspurigen Kleinbahn von Witkowitz nach Zabřech.“ Teil der Konzession war die Verpflichtung, den Bau der Strecke sofort zu beginnen und binnen eines Jahres fertigzustellen. Die Konzessionsdauer war auf 60 Jahre festgesetzt.

Fahrplan, gültig ab 1. Jänner 1918

Am 3. Juli 1913 wurde die 3,614 km lange Strecke zusammen mit einem 667 Meter langen Zweiggleis zur Ziegelei in Zábřeh eröffnet. Der Ausgangspunkt der Strecke befand sich direkt vor der Direktion der Witkowitzer Eisenwerke. An der Endstelle in Zábřeh zweigten zwei Schleppgleise zu den eigentlichen Sandgruben am Hochufer der Oder ab. Dort wurde Sand für die Gießerei der Eisenwerke gewonnen. Neben dem Güterverkehr von der Sandgrube in Zábřeh wurde von Anfang an auch Personenverkehr durchgeführt. Dafür kamen neben den normalen lokomotivbespannten Zügen auch moderne Dampfmotorwagen zum Einsatz.
Im Jahr 1928 übernahmen die Witkowitzer Eisenwerke von Dr. Edmund Palkovský in Mährisch Ostrau die am 14. Mai 1914 ausgestellte Konzession für die Lokalbahn Marienberg–Braunsberg (Místní dráha Mariánské Hory–Brušperk). Der Bau der Strecke war begonnen, aber infolge des Ersten Weltkrieges abgebrochen worden. Die Witkowitzer Eisenwerke änderten das Projekt ab und planten nun lediglich eine Strecke von Zábřeh, Post bis Krmelín. Zum hundertjährigen Juliläum der Witkowitzer Eisenwerke am 5. Dezember 1928 schlug Louis Rothschild eigenhändig den ersten Schwellennagel ein. Am 5. Oktober 1930 wurde die 3,842 km lange Zweigstrecke nach Hrabůvka eröffnet.

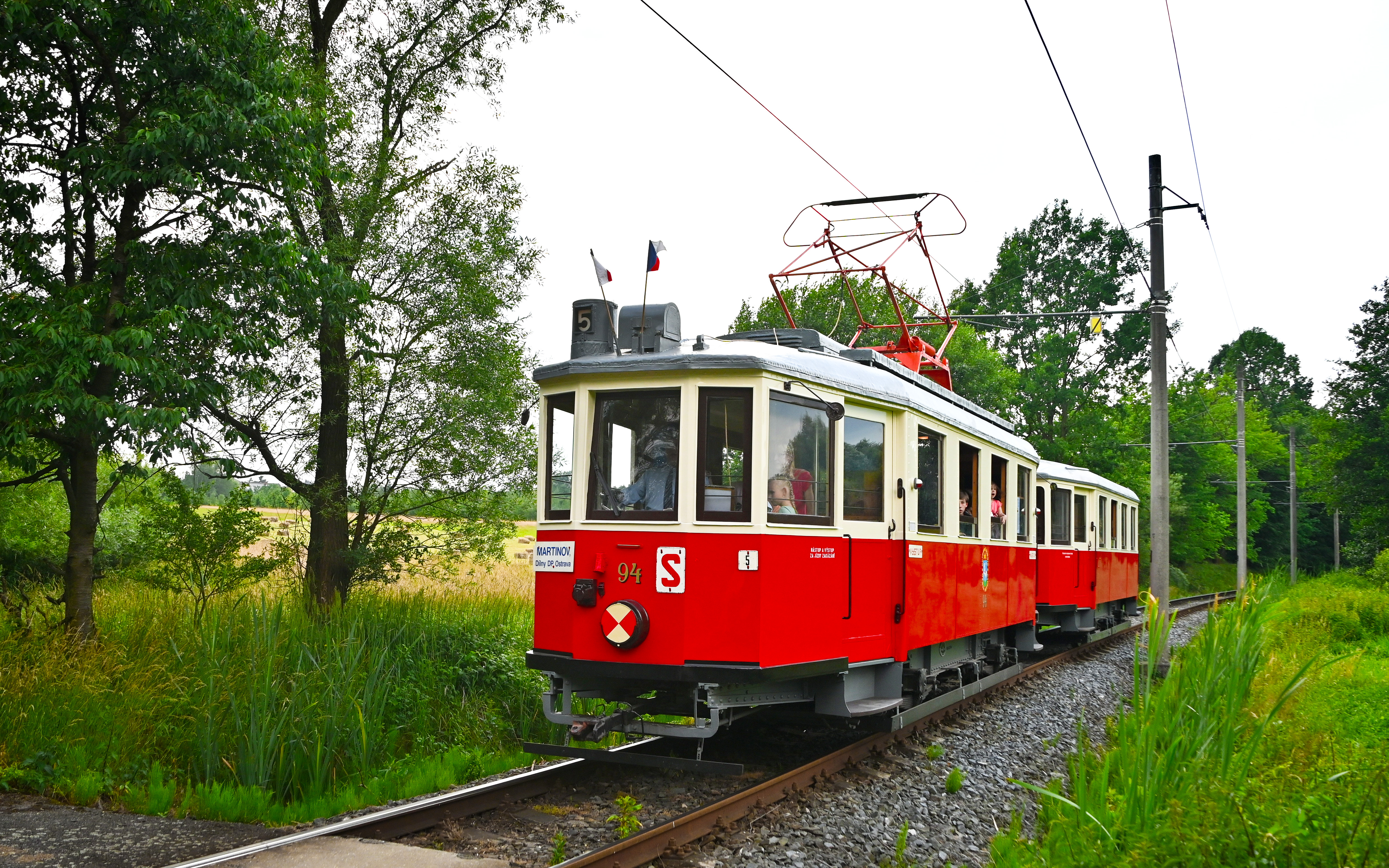
Zug aus Trieb- und Beiwagen der VZD, hier als Museumsfahrzeuge der DPO auf der Strecke nach Kyjovice. (2022)

Anfang der 1930er Jahre wurden die beiden Strecken mit 750 Volt Gleichspannung elektrifiziert. Am 29. März 1934 wurde der elektrische Betrieb aufgenommen. Die Wagenhalle und Werkstatt für die elektrischen Straßenbahntriebwagen wurde im 1921 gebauten Heizhaus für die Dampflokomotiven im Areal der Witkowitzer Eisenwerke eingerichtet.
Am Ende des Zweiten Weltkrieges sprengte die Wehrmacht in Umsetzung des Nerobefehls am 30. April 1945 Wagenhalle und Werkstatt. Elf Trieb- und Beiwagen wurden dabei beschädigt. Nach dem Krieg konnte der Betrieb auf der Strecke nach Hrabůvka am 10. Mai 1945 wieder aufgenommen werden.
Als letzte Erweiterung ging am 24. Oktober 1948 die Strecke von Hrabůvka nach Hrabová Ščučí in Betrieb. Die bisherige Endstelle in Hrabůvka wurde als Industrieanschluss für den Staatsbetrieb Benzinol weiter genutzt. Bis dorthin verkehrten auch Güterzüge. Zugestellt wurden insbesondere Kesselwagen mit Kraftstoff. Die im Bau befindliche Weiterführung nach Nová Běla wurde nie mehr fertiggestellt.
Am 1. Juli 1953 wurde die beiden konzessionierten, öffentlichen Strecken der Witkowitzer Werkbahn in den städtischen Verkehrsbetrieb Ostrava eingegliedert.
Als Teil der Straßenbahn Ostrava ist heute nur noch ein Teil der ursprünglichen Strecke nach Zábřeh in Betrieb. Die Strecke in Zábřeh von der Post zur Sandgrube wurde am 1. Oktober 1964 aufgegeben, die Strecke von Hrabůvka, Kino Edison nach Hrabová Ščučí am 1. September 1975.

## Fahrzeugeinsatz
Dampfbetrieb
Vor den lokomotivbespannten Zügen kamen ausschließlich schon vorhandene Werkslokomotiven der Witkowitzer Eisenwerke zum Einsatz. Für den Reiseverkehr beschaffte die Witkowitzer Werkbahn 1911 und 1913 zwei Dampftriebwagen. Im Jahr 1922 wurden zudem drei Beiwagen in Straßenbahnbauart von der Waggonfabrik Studénka erworben, 1931 drei weitere in eigener Werkstatt gebaute. Die Dampftriebwagen wurden nach Aufnahme des elektrischen Betriebs verschrottet, die Beiwagen wurden hingegen technisch angepasst und mit den elektrischen Triebwagen eingesetzt.
| Dampfmotorwagen der Witkowitzer Werkbahn | Dampfmotorwagen der Witkowitzer Werkbahn                   | Dampfmotorwagen der Witkowitzer Werkbahn | Dampfmotorwagen der Witkowitzer Werkbahn | Dampfmotorwagen der Witkowitzer Werkbahn                                | Dampfmotorwagen der Witkowitzer Werkbahn |
| Nummer                                   | Hersteller                                                 | Bauart                                   | Baujahr                                  | Anmerkung                                                               |                                          |
| ---------------------------------------- | ---------------------------------------------------------- | ---------------------------------------- | ---------------------------------------- | ----------------------------------------------------------------------- | ---------------------------------------- |
| I                                        | Brünn Königsfelder Maschinenfabrik Lederer & Porges, Brünn | A1 n2t                                   | 1911                                     | mit Dampferzeuger Bauart Hugo Janke, 1938 ausgemustert und verschrottet |                                          |
| II                                       | Maschinen- und Waggonbau-Fabrik, Simmering                 | 1'A1 n2t                                 | 1913                                     | mit Dampferzeuger Bauart Komarek, 1938 ausgemustert und verschrottet    |                                          |

Elektrischer Betrieb
Zwischen 1934 und 1953 wurden 16 elektrische Straßenbahntriebwagen und 16 wagenbaulich identische Beiwagen nach Wiener Vorbild der Type M in Dienst gestellt, die in den eigenen Werkstätten der Witkowitzer Eisenwerke mit einer elektrischen Ausrüstung von ČKD gebaut wurden. Die Fahrzeuge wurden durch den Verkehrsbetrieb Ostrava bis 1976 im Linienverkehr eingesetzt. Zwei Triebwagen und zwei Beiwagen blieben museal erhalten.
| Elektrische Straßenbahntriebwagen sowie Beiwagen der Witkowitzer Werkbahn | Elektrische Straßenbahntriebwagen sowie Beiwagen der Witkowitzer Werkbahn | Elektrische Straßenbahntriebwagen sowie Beiwagen der Witkowitzer Werkbahn | Elektrische Straßenbahntriebwagen sowie Beiwagen der Witkowitzer Werkbahn | Elektrische Straßenbahntriebwagen sowie Beiwagen der Witkowitzer Werkbahn | Elektrische Straßenbahntriebwagen sowie Beiwagen der Witkowitzer Werkbahn |
| Nummern                                                                   | Bild                                                                      | Hersteller                                                                | Baujahr                                                                   | DPO-Nr. (ab 1953)                                                         | Anmerkungen |
| ------------------------------------------------------------------------- | ------------------------------------------------------------------------- | ------------------------------------------------------------------------- | ------------------------------------------------------------------------- | ------------------------------------------------------------------------- | --- |
| 1–16                                                                      |                                                                           | Witkowitzer Eisenwerke, Mährisch Ostrau                                   | 1934–1953                                                                 | 83–98                                                                     | 1976 ausgemustert; Wagen Nr. 12 (DPO Nr. 94) ist betriebsfähiger Museumswagen der Straßenbahn Ostrava, Wagen Nr. 3 (DPO-Nr. 85) ist Exponat des Technischen Museums Brünn. Er ist für die Öffentlichkeit unzugänglich im Museumsdepot Brno-Lišeň hinterstellt. |
| 101–103                                                                   |                                                                           | Staudinger Waggonfabrik, Stauding                                         | 1922                                                                      | 251–253                                                                   | ursprünglich Beiwagen für Dampfbetrieb, 1964/1969 ausgemustert |
| 104–119                                                                   |                                                                           | Witkowitzer Eisenwerke, Mährisch Ostrau                                   | 1931–1953                                                                 | 254–269                                                                   | bis 1976 ausgemustert; Wagen Nr. 269 (VZD Nr. 119) ist betriebsfähiger Museumswagen der DPO, Wagen Nr. 104 (DPO Nr. 254) ist Exponat des Technischen Museums Brünn. Er ist für die Öffentlichkeit unzugänglich im Museumsdepot Brno-Lišeň hinterstellt.        |